# Lista över skattmästare vid Kungl. Maj:ts Orden
Detta är en lista över Kungl. Maj:ts Ordens skattmästare. 

## Skattmästare
- 1748–1752: Carl Gustaf Löwenhielm
- 1752–1756: Lars Benzelstierna
- 1756–1768: Johan Gerdesköld
- 1768–1777: Carl Johan Cronstedt
- 1777–1787: Fredrik Vilhelm Ridderstolpe
- 1787–1806: Claes Horn
- 1806–1819: Jacob De la Gardie
- 1819–1823: Carl De Geer
- 1823–1832: Erik Reinhold Adelswärd
- 1832–1836: Gustaf Algernon Stierneld
- 1836–1838: Eric Gabriel von Rosén
- 1838–1860: Carl Gustaf Eickstedt d'Albedyhll
- 1860–1866: Lars Stiernstedt
- 1866–1873: Fritz Piper
- 1873–1876: Knut Åkerhielm
- 1876–1888: Carl von Platen
- 1888–1890: Lars Johan Malcolm Reenstierna
- 1890–1909: Conrad von Rosen
- 1909–1921: Carl Rosenblad
- 1921–1935: Wilhelm von Eckermann
- 1935–1945: Eric Hallin
- 1945–1951: Folke von Krusenstjerna
- 1951–1975: Herbert Bexelius
- 1975: Tom Wachtmeister (utnämnd)
- 1975–1976: Björn von der Esch
- 1976–1992: Nils-Erik Svensson
- 2025–: Jan Lindman

### Skattmästare i Norge
- 1818–1825: Herman Wedel-Jarlsberg
- 1825–1853: Valentin Sibbern